# St. Verena (Rot an der Rot)

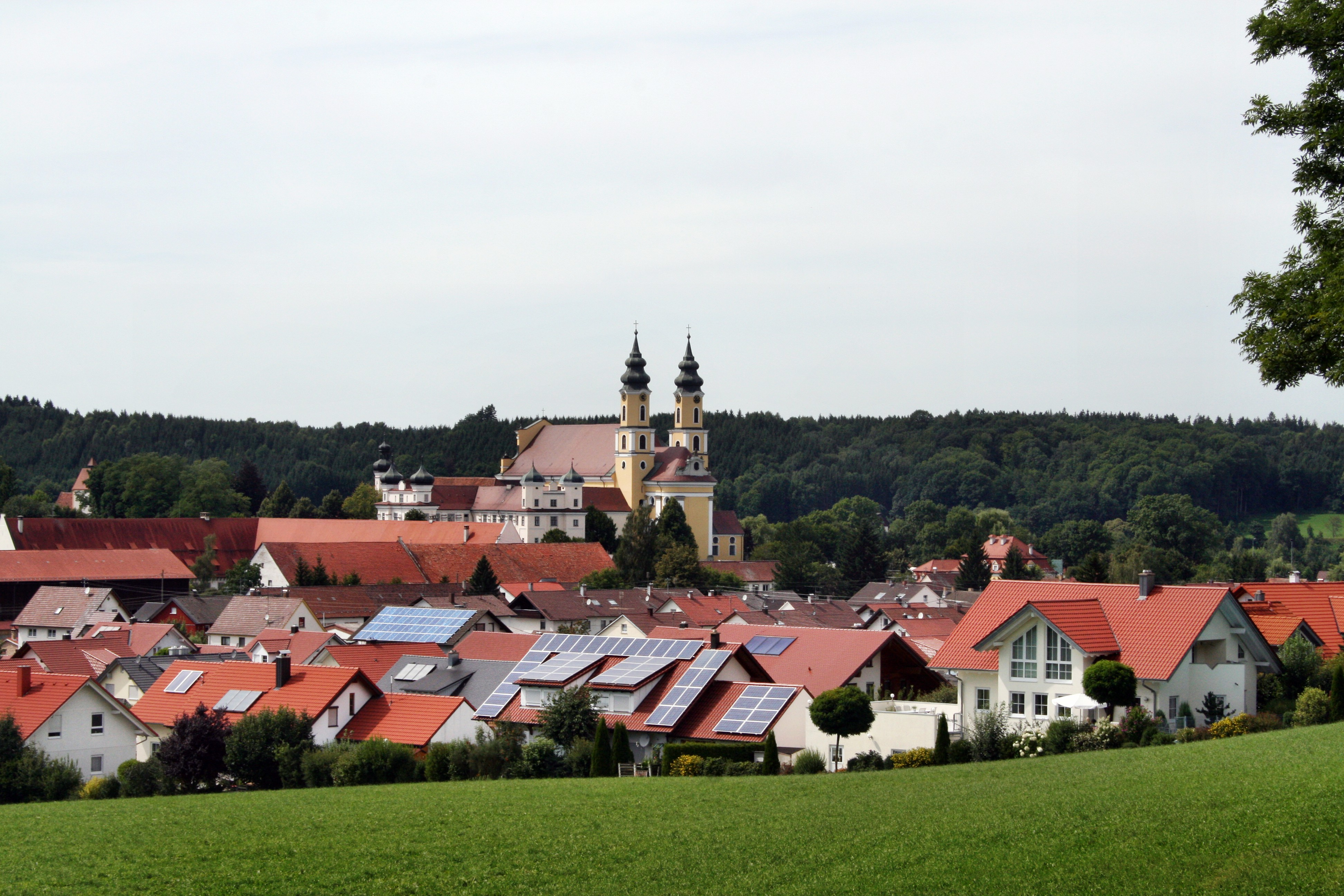
Ehemalige Reichsabtei und St. Verena 2008

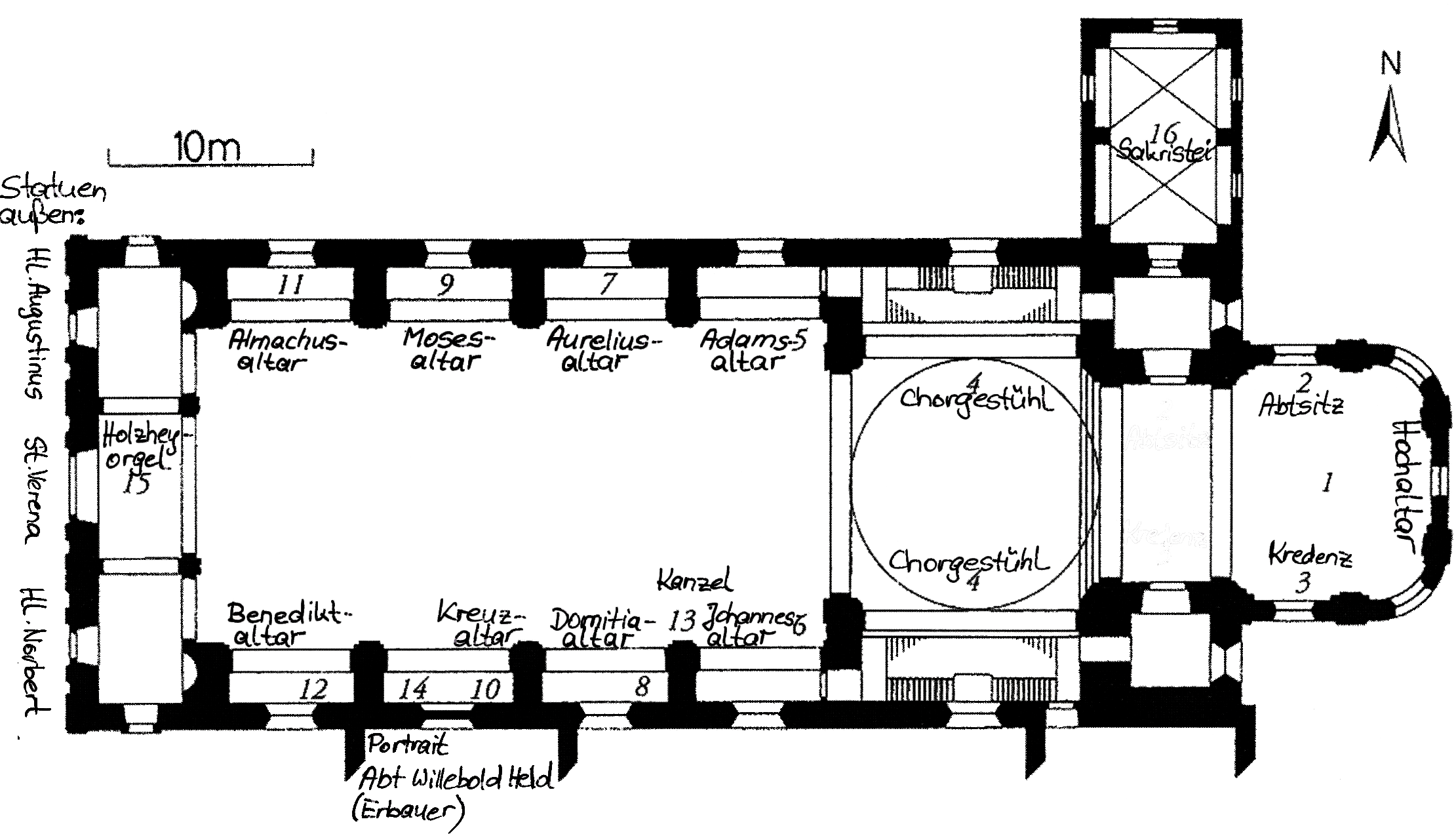
Grundriss der Klosterkirche

Die frühklassizistische ehemalige Klosterkirche St. Verena in Rot an der Rot (Landkreis Biberach) ist heute römisch-katholische Pfarrkirche in der Kirchengemeinde St. Verena der Seelsorgeeinheit Rot-Iller im Dekanat Biberach der Diözese Rottenburg-Stuttgart. Das Patrozinium St. Verena wird am 1. September gefeiert.

## Geschichte
Die Prämonstratenserabtei Rot an der Rot wurde 1126 gegründet. Norbert von Xanten, der Gründer des Prämonstratenserordens, berief Chorherren aus dem Stammkloster Prémontré bei Laon in Nordfrankreich nach Rot an der Rot.
Die heutige Kirche hatte mehrere Vorgängerbauten. Die mittelalterliche Klosterkirche bekam 1338 einen neuen Chor. Ein Großbrand im Jahr 1481 machte auch eine Erneuerung der Kirche notwendig, die 1506 abgeschlossen war.
1681 kam es zu einem ein Großbrand, der das spätgotische Kloster und die dazu gehörende Kirche völlig zerstörte. Im gleichen Jahr wurde mit dem Bau der noch heute bestehenden barocken Klosteranlage begonnen, zu der auch die Kirche gehörte. 1698 waren die Arbeiten am Kloster beendet; die frühbarocke Kirche wurde 1702 fertiggestellt. Das Chorgestühl dieser Kirche aus dem Jahr 1693, Meisterwerk barocker Schnitzkunst, wurde in der folgenden neuen Kirche wieder eingebaut.
Die heutige Kirche wurde von 1777 bis 1786 im Spannungsfeld von Spätbarock und Klassizismus während der Amtszeit der Äbte Mauritius Moritz und Willebold Held erbaut und ausgestattet. St. Verena ist der letzte große Klosterkirchenneubau der Prämonstratenser in Oberschwaben. Abt Mauritius Moritz (reg. 1760–1782) hatte eine neue Kirche entworfen und gegen den Willen des Konvents den Abbruch der bestehenden 75 Jahre alten Kirche beschlossen; bei seinem Tod hatte er nur Ruinen und große Schulden hinterlassen. Die Fertigstellung wurde vordringlichste Aufgabe seines Nachfolgers, des Abtes Willebold Held (reg. 1782–1789). 1783 wurde der Grundstein gelegt. Andreas Meinrad von Ow schuf 1780 im Chorraum die spätbarocken Fresken zum Leben des Ordensstifters Norbert von Xanten. Die Deckengemälde im Langhaus, das Kuppelgemälde und die Dekorationsmalerei fertigte ab 1784 Januarius Zick. Der Stuck der Kirche ist ein Werk von Franz Xaver Feichtmayer dem Jüngeren und seinem älteren Bruder Simpert. Die Hauptorgel auf der Westempore von Johann Nepomuk Holzhay aus Ottobeuren, der auch die Chororgel fertigte, wurde 1792/1793 gebaut. Sie zählt zu den bedeutendsten historischen Orgeln Süddeutschlands. Die Kirchweihe wurde am 16. Juli 1786 vorgenommen. Nach der Aufhebung des Klosters im Jahr 1803 wurde die Klosterkirche St. Verena Pfarrkirche von Rot an der Rot.

## Architektur
Das Gotteshaus ist in der Gesamtanlage, wie auch im architektonischen Detail vom Übergangsstil vom Barock zum Klassizismus gekennzeichnet. Die großzügig als Wandpfeilerkirche angelegte Klosterkirche der ehemaligen Prämonstratenser-Reichsabtei Rot an der Rot ist 67 Meter lang, 20 Meter breit und 22 Meter hoch, wobei das Kirchenschiff mit 34 Metern kaum länger ist als der Chorraum mit 33 Metern Länge. Die weithin sichtbaren Türme sind 60 Meter hoch. Der Grundriss zeigt ein Langhaus zu vier Jochen, im Westen anschließend eine Vorhalle, im Osten der Chor und, nach einem Zwischenjoch, das Altarhaus. Chor und Altarhaus sind jeweils eingezogen, die Türme sind in die Winkel von Chor und Altarhaus eingepasst. 
Im Inneren bestimmen die Wandpfeiler das Raumbild. Sie sind dreiseitig mit kannelierten, ionischen Pilastern besetzt, zwischen ihnen verlaufen auf halber Pilasterhöhe Emporen. Die darunter liegenden Kapellen nehmen ostseitig Altäre auf. Dass die Kapellendecken nicht gewölbt, sondern flach sind, weist auf die frühklassizistische Baugesinnung. Durchgänge verbinden die mit Quertonnen gedeckten Emporenräume untereinander. Im Chor fehlen Emporen, hier öffnen sich deshalb Querarme für Chororgeln und Gestühl. Zwischen Chor und Altarhaus durchbrechen Durchgänge zu den Nebenräumen sowie Oratorien mit Balusterbrüstungen die Mauern der Turmuntergeschosse. Als Ziel und Zweck des gesamten Innenraums nimmt der Hochaltar die gesamte Breite der Apsis ein. 
Das Langhaus wird von einer gurtgewölbten Stichkappendecke überwölbt, der Chor von einer Flachkuppel, das Zwischenjoch von einer Längstonne und die Apsis von einer Halbkuppel. Der unterschiedlichen Wölbeform entspricht die differenzierte Gestaltung der Teilräume: Mönchschor und Altarhaus wirken quadratisch, sind aber beide schwach querrechteckig. Der quergelagerten Emporenhalle im Westen entspricht das querrechteckige Joch im Osten vor dem Altarhaus. 

## Hochaltar

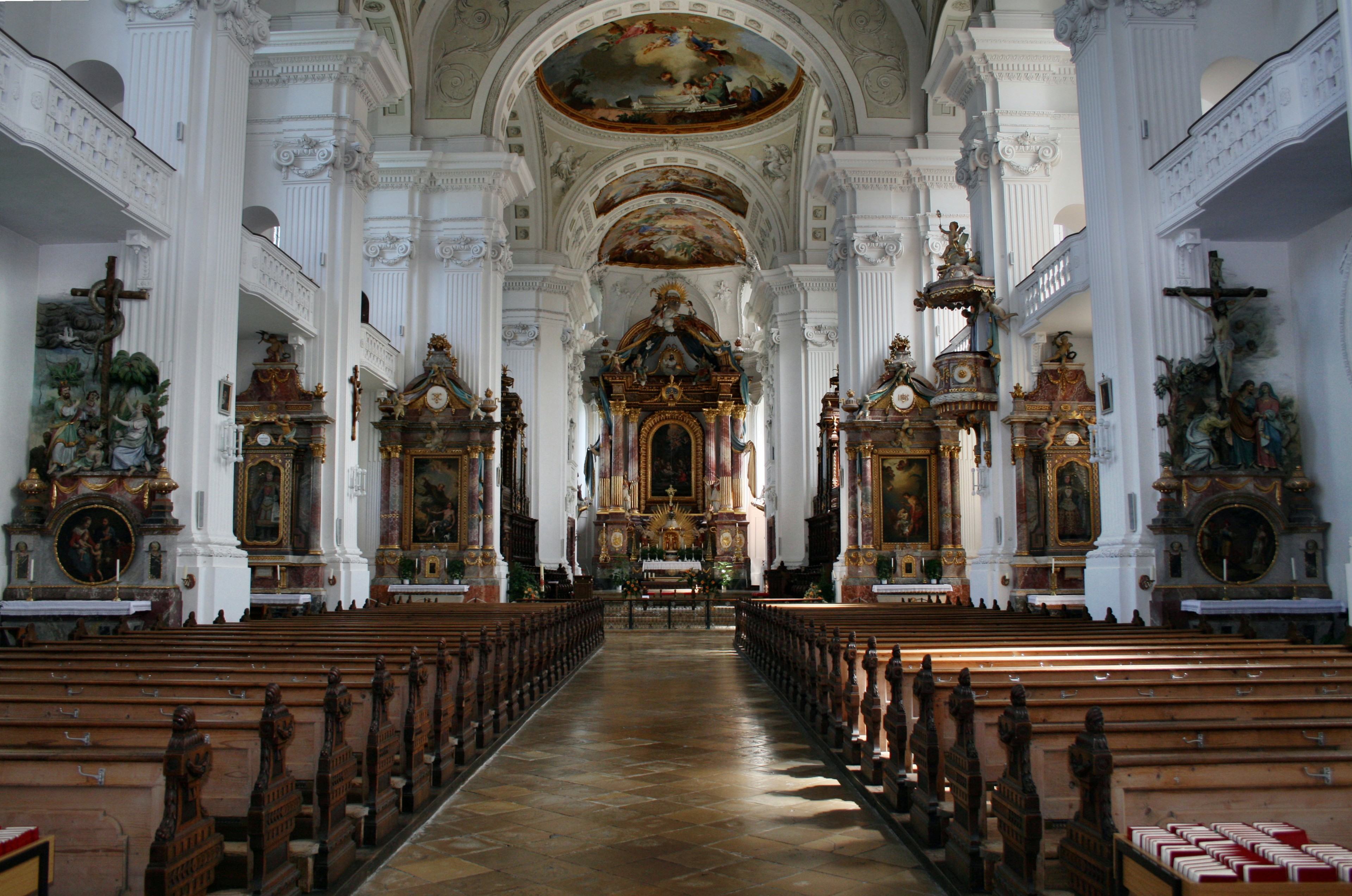
Innenraum in Richtung des Chors von der Orgelempore aus.

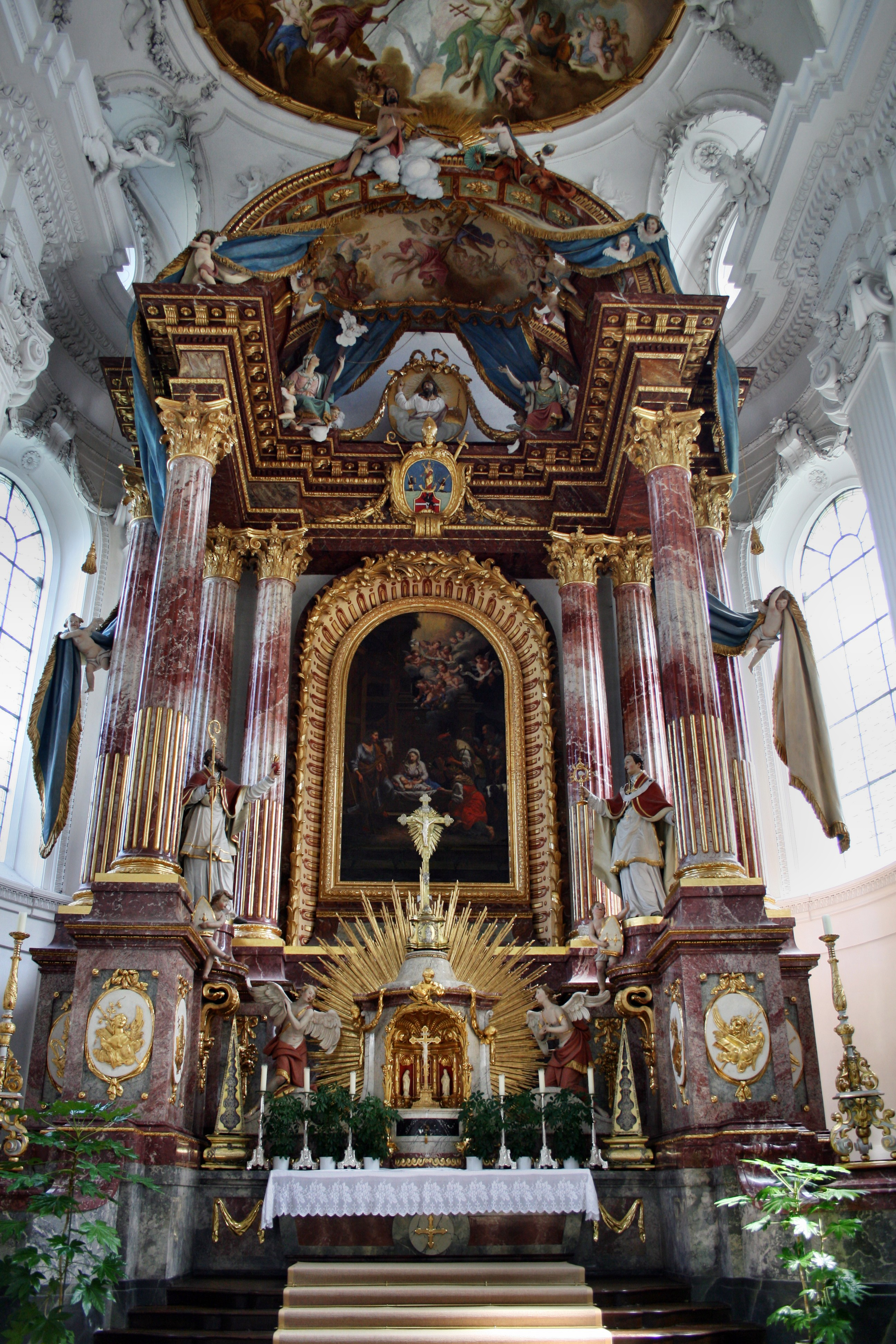
Der Hochaltar

Der frühklassizistische Aufbau des Hochaltars bildet den architektonischen Zielpunkt der Langhausachse und setzt sich als Baldachinaufbau aus rotem Stuckmarmor vom Weiß der Wand ab. Der Hochaltar stammt wie die gesamte übrige Altarausstattung und die Kanzel von Franz Xaver Feuchtmayer dem Jüngeren, der sie 1785–1786 schuf.
Den Altaraufbau zieren vergoldete Ornamente. An den Sockeln befinden sich schleifengeschmückte ovale Medaillons mit Reliefs der Symbole der vier Evangelisten und der vier lateinischen Kirchenväter, die das Fundament der Kirche symbolisieren. Ergänzt werden die beiden Gruppen durch zwei bedeutende scholastische Theologen und Kirchenlehrer. Die Symbole verkörpern (von links) die Heiligen Thomas von Aquin, Lukas, Hieronymus, Matthäus, Ambrosius, Gregor der Große, Markus, Bonaventura, Johannes und Augustinus.
Das Gemälde Anbetung der Hirten schuf 1694 der Memminger Maler Johann Heiss (1640–1704).
Seitlich schließen sich zwischen den Säulen Figuren der Heiligen Augustinus mit dem Flammenherz und Norbert mit der Monstranz an. Beide sind in Bischofstracht dargestellt, die Mitra tragen Engel zu ihren Füßen. Am Gebälk befindet sich eine runde Kartusche mit dem Wappen des Abtes Mauritius Moritz.
Im Zentrum der plastischen Altarbekrönung befindet sich das Lamm Gottes im Strahlenkranz auf dem Buch mit sieben Siegeln.

## Chorgestühl

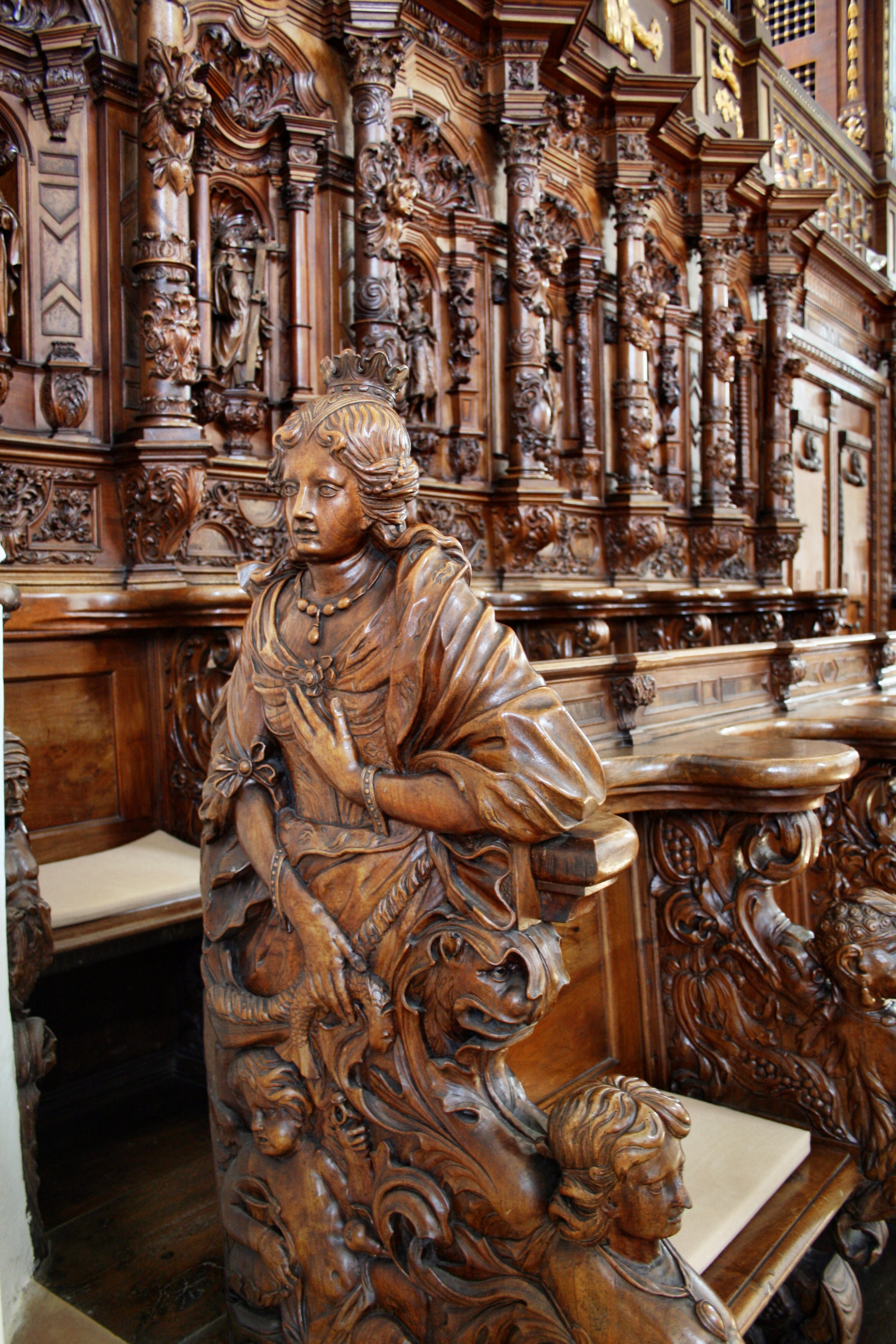
Detail des Chorgestühls

Das Chorgestühl unter der Vierungskuppel im Chor ist ein Meisterwerk barocker Schnitzkunst. Es zählt zur figürlich ausgestatteten Gruppe der schwäbischen Akanthus-Chorgestühle, wurde in der Zeit von 1691 bis 1693 für die Vorgängerkirche geschaffen und gilt als unmittelbarer Nachfolger des Buxheimer Chorgestühls. Als Schöpfer des Gestühls kommt neben Andreas Etschmann aus Tirol, der eine Roterin heiratete, auch Ignaz Waibl in Frage, der mit Etschmann in derselben Lehrwerkstatt war, 1693 in Rot die Patenschaft für Etschmanns erste Tochter übernahm und wahrscheinlich mit einem Teil seiner Werkstatt von Buxheim nach Rot gezogen war. Als Meister könnten auch der Schreiner Hans Heinrich Schlegel aus Luzern, der 1692 Trauzeuge Etschmanns in Rot war, oder Christoph Heinrich Dittmar, der als Bildhauer an der Kanzel von St. Martin in Memmingen wirkte, tätig gewesen sein.
Das Gestühl besteht aus zwei doppelten Sitzreihen mit insgesamt 42 Stallen und einem üppig verzierten Dorsale. Die acht Akanthus-Aufsätze mit den Apostelfiguren auf den klassizistischen Beichtstühlen im Langhaus bildeten den Aufsatz des Chorgestühls, sind aber erst 1720 entstanden und werden Johann Ruez aus Wurzach zugeschrieben. Das zweireihige Gestühl besteht aus glatten Klappsitzen zwischen reich geschnitzten Wangen. Diese schmücken an der Vorderseite vorgebauchte Karyatiden (Gebälkträgerinnen) mit unterschiedlichen Kopftypen, die zur Rückwand hin in vielfältig gestaltete Akanthusvoluten aufgelöst sind.
In das Laubwerk sind zahlreiche symbolische Darstellungen eingebunden, wie das Lamm Gottes, der Pelikan, der Drache oder die geflügelte Sphinx. Die Wangen sind auch im Fußbereich noch mit Voluten und figürlichen Reliefs versehen. Besonders prachtvoll wurden die Abschlüsse zum Altar hin gestaltet, wo die Kirchenpatronin Verena und der heilige Norbert dargestellt sind. Die zweite Sitzreihe ist ebenso aufgebaut. In den Nischen befinden sich Statuetten von Jesus und Maria und von Heiligen und Ordensstiftern. Bislang ist es nicht gelungen, alle Statuen zweifelsfrei zu identifizieren. Unsicherheiten gibt es bei Siard von Mariengaarde, Kajetan von Thiene und Romuald von Camaldoli. Ob es sich um Johannes von Gott handelt oder um Philipp Benitius, den Generalprior der Serviten, ist ungeklärt. Der Heilige Norbert von Xanten steht als Begründer der Prämonstratenser am Beginn der Figurenfolge auf der rechten Seite (Südseite).
| Bild | Persönlichkeit                                                                 | Hochaltar Chorraum | Persönlichkeit                                                               | Bild |
| ---- | ------------------------------------------------------------------------------ | ------------------ | ---------------------------------------------------------------------------- | ---- |
|      | Dominikus von Caleruega 12./13. Jahrhundert Gründer der Dominikaner            |                    | Romuald von Camaldoli (?) 10./11. Jahrhundert Gründer der Camaldulenser      |      |
|      | Franz von Assisi 12./13. Jahrhundert Gründer des Ordens der Minderen Brüder    |                    | Bernhard von Clairvaux 11./12. Jahrhundert Bedeutender Abt der Zisterzienser |      |
|      | Petrus Nolascus 12./13. Jahrhundert Mitgründer der Mercedarier                 |                    | Wilhelm von Malavalle 12. Jahrhundert Eremit, Vorbild für die Wilhelmiten    |      |
|      | Johannes von Gott (?) 15./16. Jahrhundert Vorbild für die Barmherzigen Brüder  |                    | Bruno von Köln 11./12. Jahrhundert Gründer der Kartäuser                     |      |
|      | Petrus de Murrone 13. Jahrhundert Gründer der Coelestiner-Eremiten             |                    | Benedikt von Nursia 5./6. Jahrhundert Gründer der Benediktiner               |      |
|      | Elias 9. Jahrhundert v. Chr. Prophet, von den Karmeliten als „Gründer“ verehrt |                    | Ignatius von Loyola 15./16. Jahrhundert Gründer der Jesuiten                 |      |
|      | Maria                                                                          |                    | Christus                                                                     |      |
|      | Franz von Paola 15./16. Jahrhundert Gründer der Paulaner (Minimen)             |                    | Basilius der Große 4. Jahrhundert Vater des morgenländischen Mönchtums       |      |
|      | Kajetan von Thiene (?) 15./16. Jahrhundert Mitgründer der Theatiner            |                    | Antonius der Große 3./4. Jahrhundert Vater des abendländischen Mönchtums     |      |
|      | Siard von Mariengaarde (?) 12./13. Jahrhundert Prämonstratenserabt             |                    | Johannes der Täufer 1. Jahrhundert Prophet und Täufer                        |      |
|      | Augustinus 4./5. Jahrhundert Verfasser der Augustinusregel                     |                    | Norbert von Xanten 11./12. Jahrhundert Gründer der Prämonstratenser          |      |

Das Chorgestühl wurde im Jahr 1784 in den Neubau übernommen und dem Aufstellungsort angepasst. Anstelle der Bekrönung aus Apostelfiguren ergänzt das Werk nun der klassizistische Prospekt der Chororgel, zusammen mit Portalen und dem Spieltisch des Instruments. Gegen den spielerischen Überschwang der üppig schwellenden Barockformen wirkt der strenge, geradlinige Orgelaufbau als nüchterner Gegenpol. Eine geradlinige Brüstung mit rechteckigem Flechtbandmotiv verbindet die beiden Gehäuse, die auf der Nordseite aus Symmetriegründen aus einer Blendorgel bestehen.

## Seitenaltäre

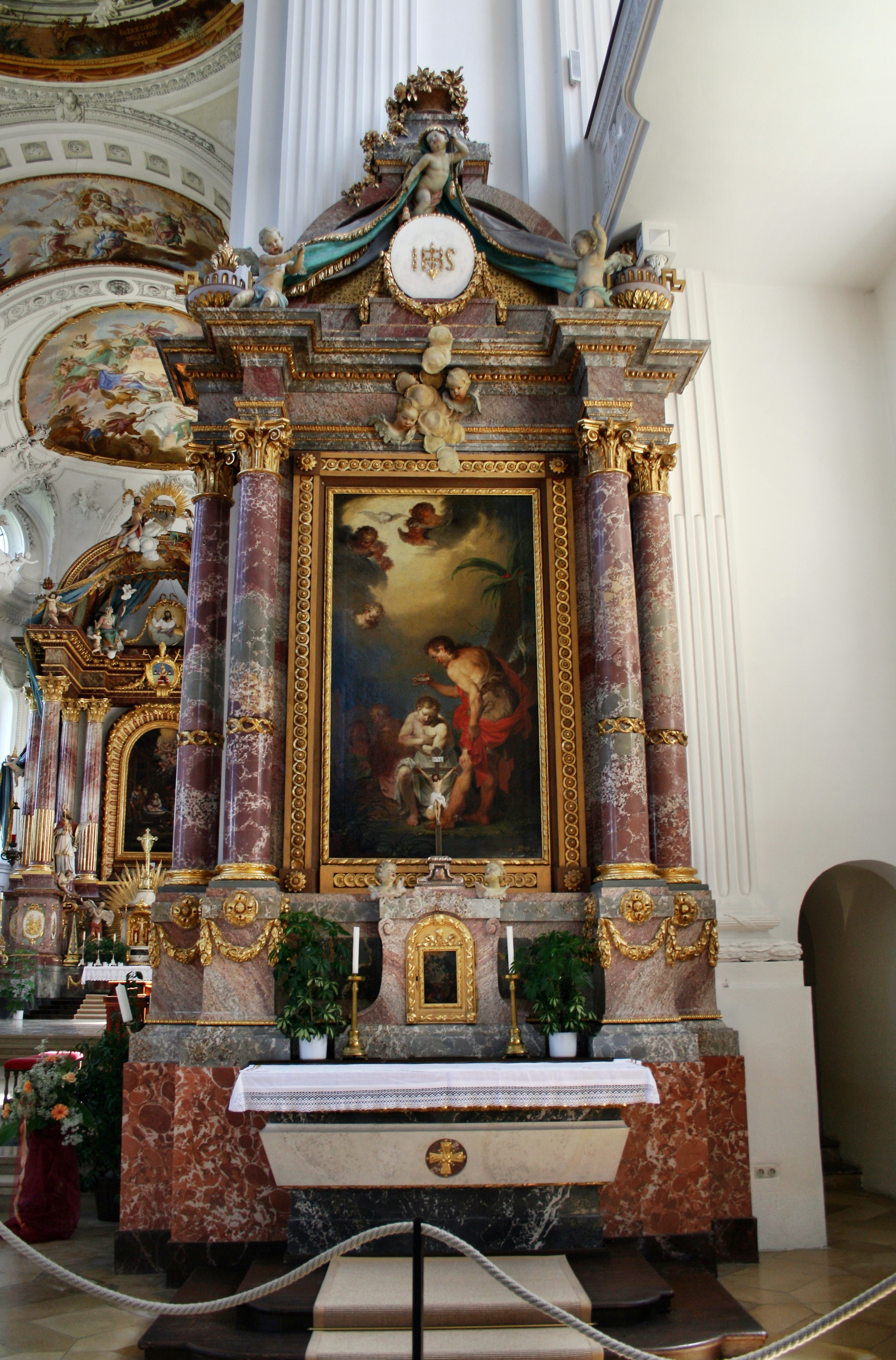
Taufe Jesu durch Johannes

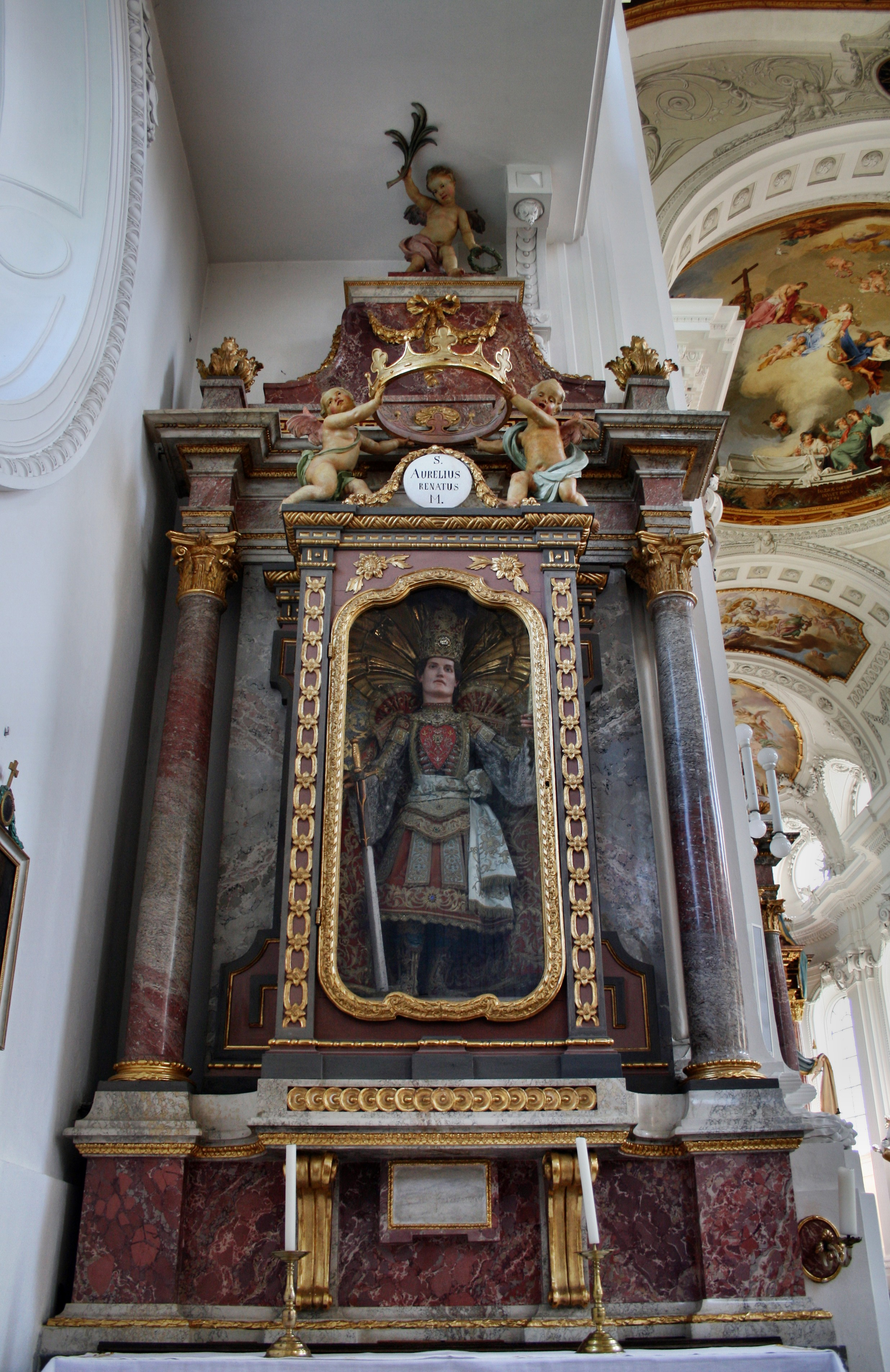
Reliquienschrein Aurelius Renatus

- Erschaffung des Adam und Taufe Jesu durch Johannes
- Reliquienaltäre des Aurelius Renatus und seiner Frau Domitia
- Erhöhung der ehernen Schlange und Kreuzigung Christi

Am linken Seitenaltar, der die Erhöhung der Ehernen Schlange zum Thema hat, wird die Bestrafung des Volkes Israel wegen seiner Auflehnung gegen Gott und Mose geschildert. Gott schickt Giftschlangen, viele Israeliten werden gebissen und sterben. Nachdem die Strafe Reue bewirkt hat, will Gott sein Volk retten: Der Herr antwortete Mose: Mach dir eine Schlange und häng sie an einer Fahnenstange auf! Jeder, der gebissen wird, wird am Leben bleiben, wenn er sie ansieht. (Num 21,8) Die Erhöhung der ehernen Schlange ist eine Szene aus dem Alten Testament, die als Vorwegnahme des Kreuzestodes Christi gilt.
- Reliquienaltäre des Almachus und des Benediktus

Almachus und Benediktus sind Katakombenheilige, deren Reliquien das Kloster 1788 bzw. 1789 erwarb. Beide sollen als christliche Einsiedler gelebt haben und als Märtyrer gestorben sein.

## Deckengemälde

### Übergabe des weißen Ordenskleides
Das große Bildoval im Chor schildert die Übergabe des weißen Ordenskleides durch die auf Wolken schwebende Maria Immaculata an Norbert. Engel umgeben kreisförmig die zentrale Komposition; einige halten seine Insignien. Eine Spinne über einem Kelch bezieht sich nach einer Legende darauf, dass Norbert das giftige Tier, das in den Kelch gefallen war, mit dem Blut Christi trank und nach der Messe unbeschadet durch die Nase wieder aus seinem Körper ausschied. Der Kelch mit der Spinne ist neben der Monstranz auch eines seiner Attribute.

### Norbert und die drei evangelischen Räte
Das Deckengemälde im Turmjoch zeigt die Verherrlichung des Heiligen Norbert in einer Wolkenglorie, umgeben von den allegorischen Darstellungen der drei evangelischen Räte. Der Heilige sitzt in einem goldenen Wagen, dessen Joch vom personifizierten Gehorsam gezogen wird. Das Joch, das dem Gehorsam meist als Attribut beigegeben ist, wird hier mit einer Handlung verknüpft. Im Vordergrund wird die Keuschheit durch einen Engel mit einer Lilie dargestellt, der seinen Fuß als Zeichen des Sieges auf die unter ihm liegende Wollust setzt, symbolisiert durch eine Frau mit einem Bock. Neben ihr ist die Armut zu sehen, eine Frau mit einem ausgeschütteten Münzschatz neben sich. Ein Engel zur Linken Norberts präsentiert die Zeichen der Bischofswürde, Mitra und Hirtenstab, während sich rechts von ihm ein Posaunenengel anschließt, der den Triumph der Tugenden verkündet.

### Zwölfjähriger Jesus im Tempel
Zwei Kinder weisen dem Betrachter den Weg in die Mitte des Bildes. Der zwölfjährige Jesus steht dort, in ein rotes Gewand gehüllt, erhöht auf einem Podest, den rechten Arm erhoben. Zu beiden Seiten befinden sich diskutierende Schriftgelehrte (Lk 2,46). An den Gesichtern und Gesten der Gelehrten erkennt man, dass sein Reden Zustimmung, Ablehnung und Nachdenklichkeit ausgelöst hat.

## Kanzel

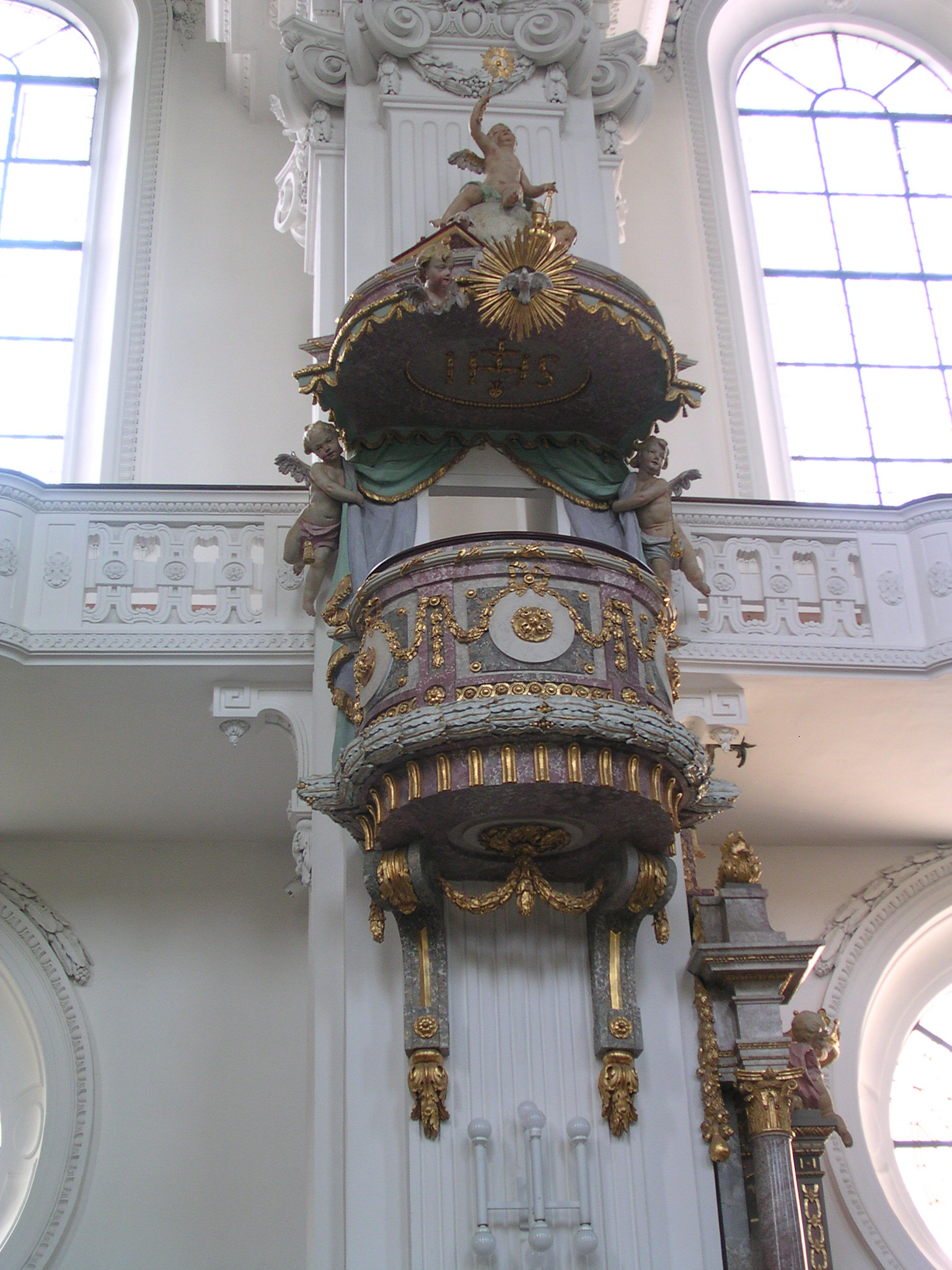
Kanzel

Die Kanzel hängt am Wandpfeiler über dem vierten Seitenaltar. Die Darstellungen auf dem Schalldeckel zeigen ein Schwerpunktthema barocker Predigten: Tod und Endgericht. Im erhöhten Zentrum des Deckels befindet sich eine Weltkugel. Auf ihr sitzt ein Putto mit zwei Attributen in den Händen. Mit der Rechten hält er ein Zepter in die Höhe, an dessen Spitze das Auge Gottes in einem Dreieck zu sehen ist, umgeben von einem Strahlenkranz. Es steht für die Weisheit Gottes. Die linke Hand des Putto ruht auf einer Waage. In der einen Waagschale befindet sich ein Kelch mit einer Hostie, das Symbol des Glaubens. Die Waage steht für das Endgericht und die Kombination von Kelch und Hostie spielt auf Joh 3,18 an: Wer an ihn glaubt, wird nicht gerichtet; wer nicht glaubt, ist schon gerichtet, weil er an den Namen des einzigen Sohnes Gottes nicht geglaubt hat. Neben der Kugel liegt das apokalyptische Lamm auf dem Buch mit sieben Siegeln. Der Heilige Geist wird durch die Taube an der Stirnseite des Schalldeckels symbolisiert.

## Orgeln
Speziell für die Roter Chorherren komponierte Michael Haydn das Choralhandbuch Antiphonarium ad usum chori Rothensis.

## Glocken
Die Kirche besitzt ein historisches Geläut von sieben Glocken. Die meisten befinden sich im Norbertusturm auf der Südseite, nur die große Verenaglocke hängt im nördlichen Verenaturm.
| Glocke | Name                  | Gussjahr | Giesser                                               | Gewicht | Durchmesser | Schlagton |
| ------ | --------------------- | -------- | ----------------------------------------------------- | ------- | ----------- | --------- |
| 1      | Verenaglocke          | 1701     | Andreas Aporta, Feldkirch                             | 3800 kg | 1850 mm     | a°        |
| 2      | Dreifaltigkeitsglocke | 1681     | Otto Sartorius, Kempten und Melchior Maurer, Biberach | 1602 kg |             | c'        |
| 3      | Angelusglocke         | 1681     | Otto Sartorius, Kempten und Melchior Maurer, Biberach | 0805 kg |             | f'        |
| 4      | Wetterglocke          | 1681     | Otto Sartorius, Kempten und Melchior Maurer, Biberach | 0408 kg |             | a'        |
| 5      | Sterbeglocke          | 1740     | Johann Melchior Ernst, Memmingen                      | 0215 kg | 450 mm      | cis"      |
| 6      | Scheidungsglocke      | 1740     | Johann Melchior Ernst, Memmingen                      | 090 kg  |             | a"        |
| 7      | Vater-unser-Glocke    | 1758     | Johann Melchior Ernst, Memmingen                      | 055 kg  | 500 mm      | h"        |

## Barocke Weihnachtskrippe
Die Figuren der barocken Klosterkrippe sind erhalten, befinden sich aber seit etwa 1810 in der Pfarrkirche in Legau

## Pfarrer in Rot

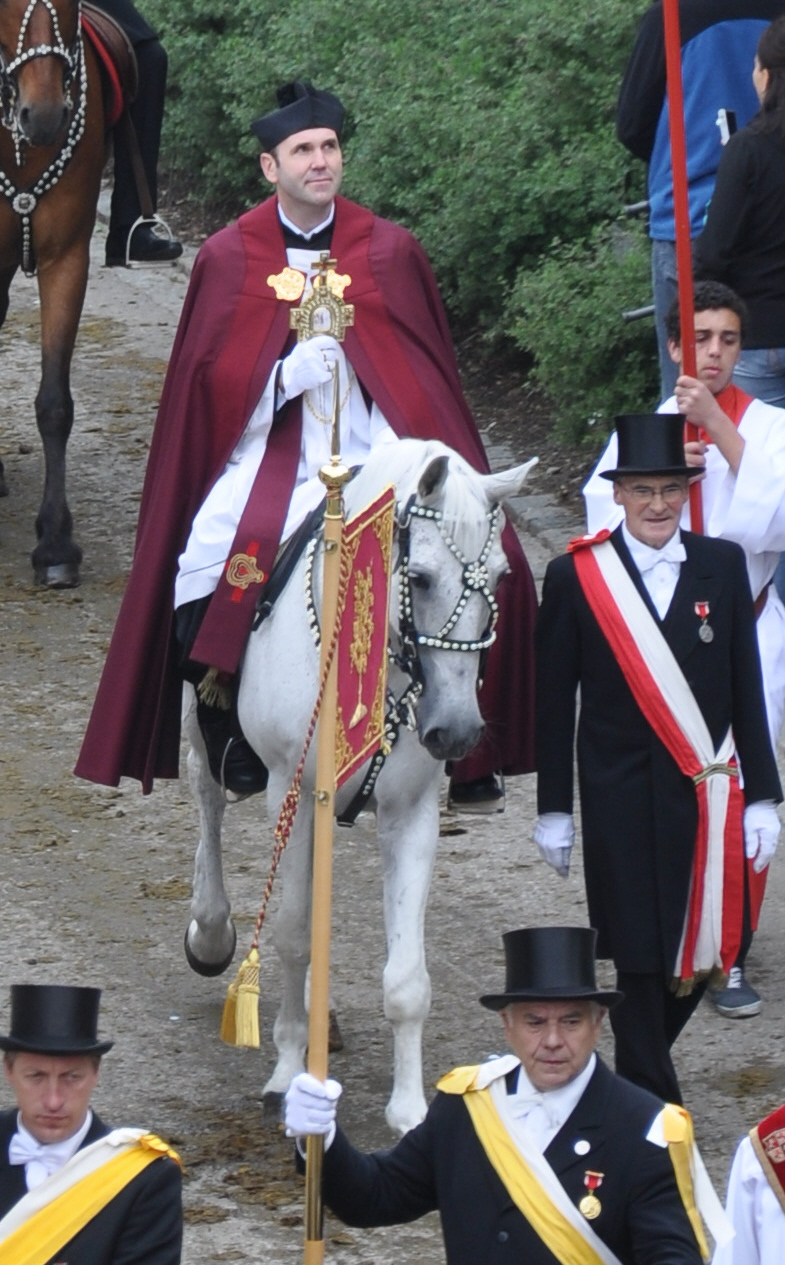
Ekkehard Schmid mit der Heilig-Blut-Reliquie beim Blutritt in Weingarten (2011)

Seit Aufhebung des Klosters waren folgende Personen Pfarrer in Rot:
- 1803–1828: Vinzenz Lutz von Olzreute bei Bad Schussenried, Exkonventuale
- 1828–1832: Joseph Anton Straub von Erolzheim
- 1833–1860: Joseph Manz von Oberbronnen, Oberamt Ellwangen
- 1862–1872: Adam Ferdinand Remlinger von Markelsheim
- Anton Schenz von Ummendorf
- 1873–1892:  1892–1916: Johann Evangelist Dieterich von Nusplingen, Oberamt Spaichingen
- 1916–1958: Alfons Walser von Ravensburg
- 1958–1960: Patres der Prämonstratenser
- 1960–1983: Walter Stemmer von Rottweil
- 1984–2000: Alfred Jäger von Reutlingen
- 2000–2007: Ekkehard Schmid von Reinstetten
- 2007–2017: Ambros Tungl
- seit 2019: Johannes-Baptist Schmid

## Belege
1. ↑  Ekkehard Schmid: Pfarrkirche St. Verena – Ehemalige Abteikirche Rot an der Rot. Verlag Wilhelm Kienberger, Lechbruck 2007, S. 10.
2. ↑  Sybe Wartena: Die Süddeutschen Chorgestühle von der Renaissance bis zum Klassizismus. München 2008, S. 411.
3. ↑  Sybe Wartena: Die Süddeutschen Chorgestühle von der Renaissance bis zum Klassizismus. München 2008, S. 416.
4. ↑  Hermann Küchle: 850 Jahre Rot an der Rot. Geschichte und Gestalt. In: Neue Beiträge zur Kirchen- und Kunstgeschichte der Prämonstratenser-Reichsabtei. Sigmaringen 1976, S. 59.
5. ↑  Sybe Wartena: Die Süddeutschen Chorgestühle von der Renaissance bis zum Klassizismus. München 2008, S. 431
6. ↑  youtube.com und Kirchengemeinde St. Verena, Rot an der Rot